# Billy Porter

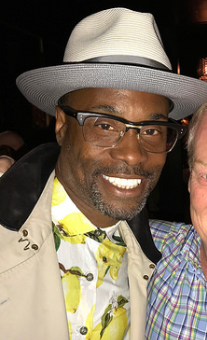
Billy Porter (2017)

William Ellis „Billy“ Porter II (* 21. September 1969 in Pittsburgh, Pennsylvania) ist ein US-amerikanischer Schauspieler, Sänger und Komponist. Er ist außerdem als Bühnenautor und Regisseur tätig.

## Leben

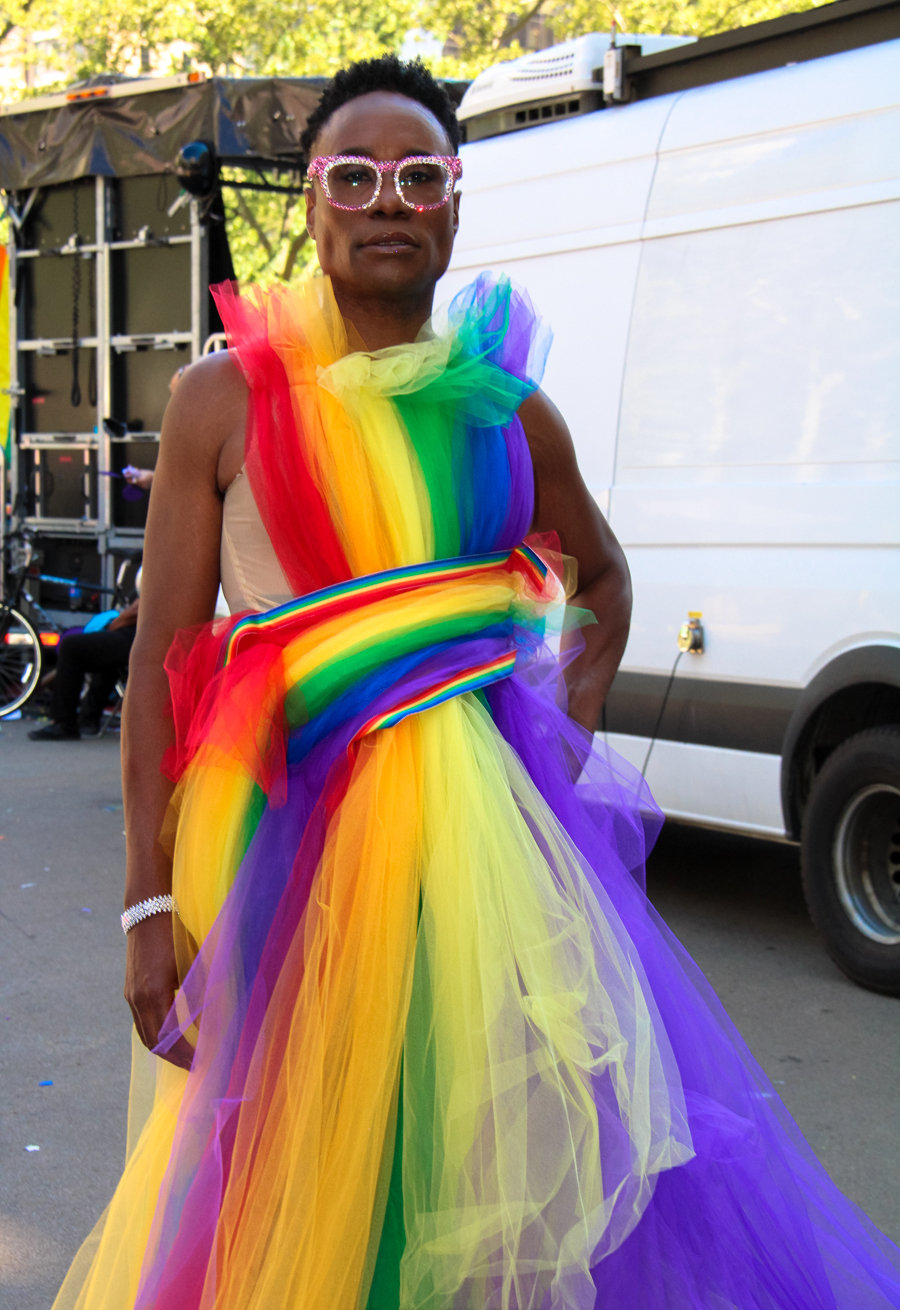
Billy Porter (2019)

Billy Porter ist Absolvent der Carnegie Mellon University’s School of Drama.
Seine Karriere begann am Broadway, an dem er über mehrere Jahre in verschiedenen Stücken auftrat, etwa 1991 in Miss Saigon als John und 1995 in Smokey Joe’s Cafe. In der Grease-Aufführung von 1994 war er als Teen Angel zu sehen.
Porter spielte auch des Öfteren Off-Broadway in Shows wie Radiant Baby und Angels in America.
1997 erschien sein erstes Solo-Album Billy Porter: Untitled. Seine Stimme ist außerdem auf weiteren Alben zu hören, zum Beispiel A Very Rosie Christmas, Jim Brickman’s Destiny, Adam Guettel’s Myths & Hymns, Gershwin and Sondheim Benefit Albums, Hercules (Disney) und Anastasia (Warner Bros.). Am 15. April 2014 erschien sein Solo-Album Billy’s Back on Broadway.
Billy Porter spielte des Weiteren in mehreren Filmen und Serien, wie Intrigen – erotisch und gefährlich, Der Club der gebrochenen Herzen, Law & Order und Pose. Als Regisseur und Bühnenautor war Porter in mehreren Theaterproduktionen tätig. Zu seinen größten Erfolgen gehören Being Alive, Twilight in Manchego und The Soul of Richard Rodgers.
Im Oktober 2014 spielte Porter am Broadway die Rolle der Lola in dem Erfolgsmusical Kinky Boots, geschrieben von Harvey Fierstein und Cyndi Lauper.
Billy Porter erhielt mehrere Auszeichnungen für diese Rolle, unter anderem 2013 den Tony Award für den besten Hauptdarsteller in einem Musical.
Seit 2018 ist Porter in der Serie Pose in der Hauptrolle des Pray Tell zu sehen. Nachdem er für seine darstellerische Leistung 2019 bereits für einen Golden Globe Award nominiert war, wurde er bei den Emmys in der Kategorie Bester Hauptdarsteller – Dramaserie ausgezeichnet.
Porter ist seit dem 14. Januar 2017 mit dem Unternehmer Adam Smith verheiratet. Das Paar trennte sich 2023.
Im Mai 2021 machte Porter bekannt, dass er mit HIV infiziert ist.

## Diskografie (Auswahl)
Alben
- 1997: Untitled
- 2005: At the Corner of Broadway + Soul
- 2013: Kinky Boots (Musical, Original Broadway Cast Recording)
- 2014: Billy’s Back on Broadway
- 2017: The Soul of Richard Rodgers

Singles
- 1996: Love Is On The Way
- 1997: Borrowed Time
- 1997: Show Me
- 2007: Somewhere
- 2021: Children

## Theater (Auswahl)
Schauspiel
- 1991–2001: Miss Saigon (Broadway)
- 1994–1998: Grease (Broadway)
- 1995–2000: Smokey Joe’s Cafe (Broadway)
- 1995: The Merchant of Venice (Off-Broadway)
- 2001: Dreamgirls (Broadway)
- 2003: Radiant Baby (Off-Broadway)
- 2003: Little Shop of Horrors (Off-Broadway)
- 2004: Hair (Broadway)
- 2010: Angels in America: Millennium Approaches (Off-Broadway)
- 2013–2019: Kinky Boots (Broadway)
- 2016: Shuffle Along, Or The Making of the Musical Sensation of 1921 and All That Followed (Broadway)

Autor
- 2005: Ghetto Superstar (Off-Broadway)
- 2014: While I Yet Live (Off-Broadway)

Regie
- 2015: HAM: A Musical Memoir (Off-Broadway)

## Filmografie (Auswahl)
Schauspiel
- 1996: Twisted
- 1997: Anastasia (Stimme)
- 1999: Shake, Rattle and Roll: An American Love Story (Fernsehfilm)
- 2000: Intrigen – erotisch und gefährlich (The Intern)
- 2000: Der Club der gebrochenen Herzen (The Broken Hearts Club: A Romantic Comedy)
- 2004: Noel
- 2004: Law & Order (Fernsehserie, 1 Episode)
- 2012: The Big C (Fernsehserie, 1 Episode)
- 2013: Law & Order: Special Victims Unit (Fernsehserie, 1 Episode)
- 2014: Der letzte Akt (The Humbling)
- seit 2018: American Horror Story (Fernsehserie)
- 2018–2021: Pose (Fernsehserie, 24 Episoden)
- 2020: Lady Business (Like a Boss)
- 2021: Cinderella
- 2023: Our Son

Regie
- 2022: Anything's Possible

## Auszeichnungen
- Tony Awards 2013 ausgezeichnet als „Best Actor in a Musical“
- Grammy Awards 2013 ausgezeichnet für „Best Musical Theater Album“
- Drama Desk Awards 2013 ausgezeichnet als „Outstanding Actor in a Musical“
- Broadway.com Audience Choice Award 2013 ausgezeichnet für seine Rolle als Lola in Kinky Boots
- Emmys 2019 ausgezeichnet als Bester Hauptdarsteller in einer Dramaserie